# La verdadera historia de la banda de Kelly
La verdadera historia de la banda de Kelly es una novela del escritor australiano Peter Carey, basada libremente en la historia de Kelly Gang. Fue publicada por primera vez en Brisbane por University of Queensland Press en 2000. Ganó el Premio Booker 2001 y el Premio de Escritores de la Commonwealth ese mismo año. A pesar de su título, el libro es ficción y una variación de la historia de Ned Kelly.

## Antecedentes
En una entrevista en The Paris Review, dijo que tenía 19 años y “apenas estaba descubriendo la literatura” cuando imaginó por primera vez un libro sobre Ned Kelly: “Estaba leyendo a Joyce y al mismo tiempo leí la Jerilderie Letter, una carta escrito por Ned Kelly en un pueblo donde estaba robando un banco. Es una voz muy irlandesa. Sé que no es Joyce, pero sugiere incluso a un joven de 19 años la posibilidad de crear una voz poética que surja de suelo australiano, que sea fiel a su lugar y que no haya existido antes [...] Carey tenía 57 años cuando se publicó la obra y dijo por esa época: “Me sorprendió que finalmente pudiera hacerlo... Me había vuelto adicto a los peligros y placeres de la novela”. Describe el acto de escribir “como estar al borde de un acantilado... Cada día estás inventando la tierra sobre la que vas a pararte”.

## Trama
La novela está precedida por un epígrafe de William Faulkner: "The past is not dead. It is not even past" ("El pasado no está muerto. Ni siquiera es pasado".
Ned Kelly comienza su autobiografía con una dedicación a su hija  y una descripción de su padre, John "Red" Kelly, un irlandés transportado a la Tierra de Van Diemen y finalmente instalándose en la colonia de Victoria, Australia. Después de casarse con la madre de Ned, Ellen (de soltera Quinn), los Kelly se instalan en Avenel, una zona rural al noreste de Melbourne. Se muestra que Red Kelly tuvo numerosos roces con las fuerzas policiales coloniales, lo que resultó en su encarcelamiento y muerte cuando su hijo Ned tenía doce años.
Después de que el resto de la familia se reubica en el noreste de Victoria bajo la Ley de Concesión de Tierras, la madre de Ned intenta mantener a sus hijos dirigiendo un shebeen  y enfrentándose a una serie de amantes, incluido el famoso bandido Harry Power. Power acepta contratar al joven Ned como aprendiz y le proporciona a Ned conocimientos sobre la tierra, escondites y estrategias para explorar los bosques. Kelly finalmente deja Power y regresa al asentamiento de su familia, donde se le muestra haciendo intentos tenaces de vivir un estilo de vida honesto.
Kelly es arrestado y sentenciado a tres años de prisión por recibir un caballo robado (aunque Kelly afirma que un amigo, "Wild" Wright, le vendió a sabiendas el caballo robado sin el conocimiento de Kelly; luego, Kelly se venga de Wright en un combate de boxeo con nudillos). Después de dos años de trabajar como peón en un aserradero, se ve atraído nuevamente a la agricultura cuando un okupa rival se apropia de una manada de sus caballos. Su regreso al crimen se ve precipitado por la visita de un oficial de policía local, el agente Alex Fitzpatrick. El policía corteja a Kate, la hermana menor de Ned, lo que lleva a Ned a revelar que Fitzpatrick tiene varias amantes en otras ciudades y no tiene intención de casarse con Kate. Después de que su madre Ellen amenaza al agente con violencia, Fitzpatrick apunta con su revólver a la familia y Ned le dispara en la mano en defensa propia. Aunque cura la herida y Fitzpatrick se va prometiendo que no se tomarán medidas, al día siguiente se emiten órdenes de arresto para Ned y su hermano menor Dan.
Ned Kelly y su hermano Dan se esconden en las colinas del noreste de Victoria, y finalmente se les unirán sus amigos Steve Hart y Joe Byrne (más tarde conocidos como Kelly Gang). La madre de Kelly finalmente es arrestada junto con su hija pequeña y encarcelada en Melbourne como un incentivo para que Kelly se entregue. Finalmente se envía un destacamento de cuatro policías para matar al cuarteto después de que los esfuerzos por arrestarlos resultan infructuosos, Kelly Gang les tiende una emboscada en Stringybark Creek, donde Ned mata a tres de los policías. Esto se suma al creciente folclore que rodea a la pandilla Kelly, que alimentan robando bancos y dando parte del dinero a los colonos de clase baja de Victoria que ayudan a albergar a la pandilla.
Durante las andanzas de la pandilla, Ned Kelly conoce a una joven irlandesa llamada Mary Hearn, que ya tiene un hijo pequeño con el padrastro de Kelly, George King. Kelly se enamora de Mary y hace planes para escapar de la colonia con ella después de que queda embarazada de su hijo. Fundamentalmente, es Mary quien motiva a Kelly a comenzar a escribir la historia de su vida como legado para su futuro hijo, quien teme nunca conocerá a su padre. Después de dos exitosos robos a bancos, Mary usa el dinero para emigrar a San Francisco con su hijo y la hija no nacida de Kelly; Sin embargo, Kelly se queda atrás y no está dispuesto a abandonar Australia hasta que su madre salga de la cárcel.
La pandilla finalmente es acorralada por un gran escuadrón de docenas de policías (contra solo cuatro en la Kelly Gang) en la ciudad de Glenrowan, donde la pandilla tomó numerosos rehenes y construyó varias armaduras de placas de acero para protección. Uno de los rehenes es el maestro de escuela local lisiado, Thomas Curnow, quien anima a Kelly a contar la historia de toda su vida después de ver muestras de sus escritos. Curnow traiciona a la pandilla al advertir al tren de la policía que llega que la pandilla ha saboteado las vías, sintiendo que la historia lo verá como un "héroe". Los policías rodean la ciudad y se involucran en un furioso tiroteo con la pandilla blindada, hiriendo gravemente a Ned Kelly y matando a los otros tres miembros de la pandilla. La narrativa de Kelly se detiene abruptamente justo antes del tiroteo; un narrador secundario, identificado como "SC", relata la historia del tiroteo y la muerte de Kelly en la horca. Dado que se muestra que Curnow escapó de Glenrowan con los manuscritos de Kelly, se supone que este narrador es pariente de Curnow. Kelly muere como un héroe para la gente del noreste de Victoria, y la leyenda de su vida crece con el tiempo.

## Personajes
Sir Redmond Barry - Barry es el juez a quien Kelly ofrece entregarse a cambio del retiro de los cargos contra Ellen Kelly. Barry se niega y sentencia a Ellen a tres años de prisión. 
Joe Byrne - En el combate de boxeo de Kelly con Wild Wright, Joe Byrne se acerca a él e intenta entablar una amistad. Le da a Kelly una copia de la novela Lorna Doone, una historia que tiene sorprendentes paralelismos con la propia vida de Kelly, y se convierte en su libro favorito. Más tarde, Byrne y Kelly entablan una amistad y Byrne se convierte en el miembro más indispensable de la pandilla de Kelly. Byrne es un adicto al opio, sin embargo, y su hábito lo pone en contacto regular con un amigo de la infancia, Aaron Sherritt, de quien Kelly desconfía y quien luego traiciona a Byrne y Kelly con la policía. 
Sr. Donald Cameron Cameron - Miembro del parlamento australiano. Después del incidente en Stringybark Creek, plantea dudas sobre si la propia policía tuvo la culpa y causó la masacre. 
Thomas Curnow - Es un maestro de escuela que se convierte en uno de los rehenes de Kelly en Glenrowan. Su aparición en la novela es breve pero crucial. Después de que Curnow halaga a Kelly y lo convence de que le entregue los "paquetes" de su historia personal en los que está trabajando arduamente, incluso cuando los rehenes están retenidos en el pub de la Sra. Jones. Se revela que Curnow odia a Kelly y su pandilla y que desprecia los escritos de Kelly. Sin embargo, la evidencia sugiere que es Curnow quien es responsable de la supervivencia de los paquetes, y que el maestro de escuela incluso trabajó en organizarlos y editarlos durante los muchos años que el trabajo de Kelly estuvo en su poder. 
Alguacil Alex Fitzpatrick - Se hace amigo de Kelly después de enterarse de él a través de su hermano John, un agente de policía en Melbourne. Le presenta a Kelly a Mary Hearn, quien dará a luz a la hija a quien están dirigidas las cartas de Kelly. Más tarde, Fitzpatrick se enamora de Kate, la hermana de catorce años de Kelly, por lo que Kelly le dispara en la muñeca. Fitzpatrick luego traiciona a Kelly con la policía, lo que desencadena la persecución final de la novela. 
Alguacil John Fitzpatrick - Pelea con Kelly en la prisión de Melbourne y luego se hace amigo de él y lleva una pierna de cordero entera a la celda de Kelly. Es hermano de Alex.

## Técnica
La novela está dividida en trece secciones (cada una aparentemente escrita por Kelly), con una breve descripción al comienzo de cada sección que describe el estado físico de los manuscritos originales. La novela también incluye un prefacio y un marco narrativo al final que describe los acontecimientos del tiroteo final de Kelly en Glenrowan y su eventual sentencia de muerte. Carey se aparta de lo que se sabe sobre la vida de Kelly al proporcionarle una amante y una hija, para quienes ha estado registrando la historia de su vida mientras huía de la policía.
La obra está escrita en un estilo vernáculo distintivo, con poca puntuación o gramática, la influencia de la herencia irlandesa de Kelly también es evidente en su idioma. El estilo es similar al escrito más famoso de Kelly que se conserva, The Jerilderie Letter. A excepción del aporte de "S. C.", la novela no contiene comas. Aunque hay muchas malas palabras en la novela, ha sido censurada (reemplazando vulgaridades con términos como "effing" o "adjetivo") en beneficio de la hija ficticia de Kelly, presumiblemente por el propio Kelly.

## Recepción
El escritor inglés Robert McCrum nombró a True History of the Kelly Gang una de las 100 mejores novelas escritas en inglés. En 2019, la novela ocupó el puesto 53 en la lista de The Guardian de los 100 mejores libros del siglo XXI.
Caro Llewellyn, un crítico literario de The Guardian elogió la novela: "es triunfante porque Carey no sólo ha creado la tierra en la que se encuentra la familia Kelly de manera tan rica y real que casi se puede olerla, sino que también ha habitado sus voces." 
En un esfuerzo por atraer lectores estadounidenses a la historia, el editor estadounidense del libro, Alfred Knopf, lo anunció como una "gran novela estadounidense", a pesar de que se desarrolla íntegramente en Australia. La afirmación de que este libro es una "novela estadounidense" parece basarse en el hecho de que el autor Peter Carey, un australiano, ha vivido en la ciudad de Nueva York durante muchos años.

## Premios y nominaciones
- Premio del Centro de Estudios Culturales Australianos, 2000: ganador [6]
- Premio Colin Roderick, Mejor libro australiano, 2000: ganador [7]
- Premio Booksellers Choice, 2000: preseleccionado
- Premio Booker (Reino Unido), 2001: ganador [8]
- Premio al Libro del Año de Courier-Mail, 2001: ganador conjunto
- Premios Literarios del Premier de Queensland, Mejor Libro de Ficción, 2001: ganador [6]
- Premios Literarios del Premier Victoriano, Premio Vance Palmer de Ficción, 2001: ganador - En 2001, en un comunicado de prensa, los administradores de los Premios Literarios del Primer Ministro de Victoria, la Biblioteca Estatal de Victoria, nombraron erróneamente a Dark Palace de Frank Moorhouse como el ganador del premio de ese año, cuando en realidad la decisión había recaído en True History of the Kelly. Pandilla.[9]

- Premio The Age Book of the Year, Premio de ficción, 2001: ganador
- Premio Age Book of the Year, Libro del año, 2001: ganador
- Premio de Escritores de la Commonwealth, Región del Sudeste Asiático, Premio al Mejor Libro de la Región, 2001: ganador
- Premio de Escritores de la Commonwealth, Premio al Mejor Libro General, 2001: ganador [10]
- Premio Miles Franklin, 2001: preseleccionado
- One Book One Brisbane, 2002: ganador
- Premios del Festival de Literatura (SA), Premio Premier, 2002: ganador
- Premios del Festival de Literatura (SA), Premio Nacional de Ficción Dymocks Booksellers, 2002: ganador inaugural
- Premio Literario Internacional de Dublín, 2002: preseleccionado
- Prix du Meilleur Livre Étranger (Francia), 2003: ganador

## Ficción y hechos conocidos
La novela utiliza muchos aspectos de la historia de Kelly Gang, pero gran parte es inventada y algunos hechos están distorsionados.
Los 'paquetes' son enteramente una invención del autor, al igual que "Sons of Sieve" y la sugerencia de que Ellen Kelly y Harry Power eran amantes. El personaje de Mary Hearne y sus hijos son completamente ficticios. No se sabe que Ned Kelly haya tenido hijos durante su vida, ni que haya tenido una relación sentimental con ninguna mujer durante su proscripción.

## Adaptación cinematográfica
En enero de 2020 se estrenó en los cines australianos una adaptación cinematográfica de la novela de Carey  Dirigida por Justin Kurzel, el elenco de la película incluye a George MacKay como Ned Kelly y Russell Crowe como Harry Power.